# 野原ひろし 昼メシの流儀
『野原ひろし 昼メシの流儀』（のはらひろし ひるメシのりゅうぎ）は、塚原洋一による日本の漫画作品。臼井儀人原作の漫画『クレヨンしんちゃん』に登場する野原ひろしが主人公の公式スピンオフ作品である。『まんがタウン』（双葉社）にて、2016年1月号より2024年1月号まで連載。同誌の休刊により、「まんがクレヨンしんちゃん.com」へ移籍した。
作中では、ひろしが「営業の外回りのため外食が多い」など、原作とは異なる独自の設定も存在する。

## あらすじ
野原ひろし、35歳、妻子あり。秋田県出身埼玉県在住。双葉商事で営業職をしており、「良い仕事は良い昼メシから」をモットーに、定番料理や流行の料理、海外の料理、日本の郷土料理、B級グルメまで様々な昼メシを求めて歩く。

## 登場人物

### 原作からの登場
声の項はテレビアニメ版の声優。
野原ひろし
声 - 森川智之
本作の主人公。双葉商事に勤める。
本作では自分の持つサラリーマンの昼メシの流儀と料理へのこだわりの下、様々な「昼メシ」を楽しむ。しかし、内心では気取った言い回しをしたり、自分の世界に入り込むことも多く、海外料理などを食べるときは食べている料理の国を思い実際に行った気分になったり、周りの客を別の人物に変えたりしている。見栄を張ったり深読みし過ぎたりして、自爆することも珍しくない。川口から企画についてよく相談されており、仕事に対するアドバイスをすることも多い。
川口
ひろしの部下。
本作ではよく仕事でミスをして、上司や得意先の人を怒らせたりする。
たまにひろしと一緒に昼食をとるがひろしの意にそぐわない食べ方・注文をする。
部長
ひろしの上司。
基本的な出番はプロローグとエピローグ。
草加ユミ
ひろしの部下。
部長同様にプロローグ、エピローグでの登場が多い。
野原みさえ、野原しんのすけ、野原ひまわり、シロ
ひろしの妻、長男、長女、愛犬。
いずれも、台詞と手足など身体の一部分やシルエットのみで、顔は見えていない。
小山よし治
みさえの父。熊本県在住。
第96話「熊本ラーメンの流儀」にひろしの回想に台詞で登場。第96話ラストにおいてひろしの春日部の自宅に来ている描写がある。
野原銀の介
ひろしの父。秋田県在住。
第96話「熊本ラーメンの流儀」ラストにおいてひろしの春日部の自宅に来ている描写がある。

### オリジナルキャラクター
四杉遥（しすぎ はるか）
大学生の女性。第5話「ハンバーガーの流儀」で初登場。その他、第15話「オムライスの流儀」、第26話「イカスミパスタの流儀」、第35話「立ち食いそばの流儀」、第42話「ラクレットチーズの流儀」、第54話「おむすびの流儀」、第62話「カリフォルニアロールの流儀」、第71話「カツオのたたき定食の流儀」、第81話「ソフト麺の流儀」、第90話「バインミーの流儀」、第97話「ラッポッキの流儀」、第106話「サービスエリアの流儀」、第116話「Tボーンステーキの流儀」に登場。
第54話、第97話においては店員でなく客として登場している。
自意識過剰な性格を直すために飲食店でのアルバイトをはじめた。
最初のバイト先であるハンバーガーショップで、他の女性店員に鼻の下を伸ばしているひろしが自分に向けたものだと勘違いした上、以降もバイト先を変えたり飲食店で食事をするたびにひろしと遭遇してはひろしの振る舞いを気味悪がり、ストーカーだと勘違いするようになるが、逆にひろしからは顔を覚えられていない。
第116話「Tボーンステーキの流儀」にて苗字が判明した。
店主
喫茶店「COFFEE サンフラワー」の年老いた店主。第6話「ドライカレーの流儀」で初登場。その他、第18話「ナポリタンの流儀」、第86話「ムサカの流儀」に登場。
年寄りなので毎回コップや料理を置くときの手の震えるのでひろしに心配される。第86話で結婚したことが判明。尚、同一名の店舗が2回以上登場するのはCOFFEE サンフラワーだけである。
大将
沖縄料理店に従事する。第43話「沖縄そばの流儀」で初登場。その他、第65話「チャンプルー定食の流儀」、第93話「タコライスの流儀」で登場。
第65話、第93話は息子も登場しており、第65話以降登場する店舗は息子が経営している。第65話、第93話の店舗自体は同じであるが、息子の暴走により第93話にて来店時点での店名が変わっている。
高桐あきたけ（たかぎり-）
双葉商事の新入社員。第21話「うどんすきの流儀」で初登場。その他、第119話「AIグルメの流儀」、第122話「ジャズ喫茶の流儀」で登場。ひろしに懐いているため川口にやや嫉妬されている。
阿久獅音（あくしおん）
モンゴル出身の相撲取りであったが後に引退。第61話「モンゴル料理の流儀」で初登場。第113話「ちゃんこ鍋の流儀」では自分の店にひろしを招く。

## 登場した店
| 話数 | サブタイトル               | 登場した店                                                                          | 巻数 |
| ---- | -------------------------- | ----------------------------------------------------------------------------------- | ---- |
| 1    | カツ丼の流儀               | そば処 旨杉屋                                                                       | 1    |
| 2    | カレーの流儀               | CURRY AMANO                                                                         | 1    |
| 3    | 回転寿司の流儀             | 回転寿司 くるりん寿司                                                               | 1    |
| 4    | ステーキの流儀             | 立ち食いステーキ 厚切りキング                                                       | 1    |
| 5    | ハンバーガーの流儀         | American Hamburger                                                                  | 1    |
| 6    | ドライカレーの流儀         | COFFEE サンフラワー                                                                 | 1    |
| 7    | パンケーキの流儀           | Pancake Sweet Magic                                                                 | 1    |
| 8    | 焼きそばの流儀             | 移動販売の屋台（店名不明）                                                          | 1    |
| 9    | サバ味噌の流儀             | 小料理屋（店名不明）                                                                | 1    |
| 10   | 惣菜パンの流儀             | やよいベーカリー                                                                    | 2    |
| 11   | 鶏つけ蕎麦の流儀           | 蕎麦処 赤菊                                                                         | 2    |
| 12   | から揚げの流儀             | より鶏酒王国                                                                        | 2    |
| 13   | マグロ丼の流儀             | マグロ漁場                                                                          | 2    |
| 14   | 鍋焼うどんの流儀           | そば処 長粋屋                                                                       | 2    |
| 15   | オムライスの流儀           | ふわたまランド                                                                      | 2    |
| 16   | サンマーメンの流儀         | 中華料理 横々軒                                                                     | 2    |
| 17   | ピザの流儀                 | ナポリ DE ピッツァ                                                                  | 2    |
| 18   | ナポリタンの流儀           | COFFEE サンフラワー                                                                 | 2    |
| 19   | ローストビーフ丼の流儀     | ミートスター                                                                        | 3    |
| 20   | お好み焼きの流儀           | お好み焼 鉄乃板                                                                     | 3    |
| 21   | うどんすきの流儀           | 旨井茶屋                                                                            | 3    |
| 22   | ケバブサンドの流儀         | ベリグーケバブ                                                                      | 3    |
| 23   | 駅弁の流儀                 | 駅弁（鶏めし弁当）                                                                  | 3    |
| 24   | 串カツの流儀               | 串かつ馬井出                                                                        | 3    |
| 25   | 冷やし中華の流儀           | 中華料理 野酢樽爺                                                                   | 3    |
| 26   | イカスミパスタの流儀       | パスタの星                                                                          | 3    |
| 27   | チャーハンの流儀           | チャーハン専門店 やきめし一代                                                       | 3    |
| 28   | ミックスフライ弁当の流儀   | あったか弁当 双彩                                                                   | 4    |
| 29   | インドカレーの流儀         | 本格インドカレー パオパオ                                                           | 4    |
| 30   | ハンバーグの流儀           | テキサスハンバーGood                                                                | 4    |
| 31   | 和食バイキングの流儀       | 和食ゆめいろ                                                                        | 4    |
| 32   | 餃子定食の流儀             | ヤキヤキ餃子                                                                        | 4    |
| 33   | たこ焼きの流儀             | 移動販売車（店名不明）、屋台（店名不明）、たこ焼き居酒屋 ちゅうばっか、冷凍たこ焼き | 4    |
| 34   | 蘭州ラーメンの流儀         | 蘭州ラーメン店（店名不明）                                                          | 4    |
| 35   | 立ち食いそばの流儀         | 立ち食い 旨井戸                                                                     | 4    |
| 36   | おでんの流儀               | おでん小料理 田伝屋                                                                 | 4    |
| 37   | 穴子天丼の流儀             | 天麩羅 一丸                                                                         | 5    |
| 38   | 油そばの流儀               | 油そば店（店名不明）                                                                | 5    |
| 39   | ロシア料理の流儀           | ロシア料理 イワンカバノ                                                             | 5    |
| 40   | 釜めしの流儀               | 釜めし店（店名不明）                                                                | 5    |
| 41   | 牛カツ定食の流儀           | 牛カツ店（店名不明）                                                                | 5    |
| 42   | ラクレットチーズの流儀     | ヘノレガ チーズ・レストラン                                                         | 5    |
| 43   | 沖縄そばの流儀             | 沖縄そば なんくる飯                                                                 | 5    |
| 44   | 麻婆豆腐の流儀             | 四川楊棒麻婆                                                                        | 5    |
| 45   | ハヤシライスの流儀         | 洋食屋 いろいろ亭                                                                   | 5    |
| 46   | サンマ定食の流儀           | 食堂 昔長良                                                                         | 6    |
| 47   | 焼肉の流儀                 | 焼肉 十柔苑                                                                         | 6    |
| 48   | ほうとうの流儀             | 山梨郷土料理 ほっこり亭                                                             | 6    |
| 49   | 皿うどんの流儀             | 居酒屋 こじんまり                                                                   | 6    |
| 50   | 徳島ラーメンの流儀         | 徳島ラーメン 阿波の国から                                                           | 6    |
| 51   | とん汁定食の流儀           | いろいろ食堂                                                                        | 6    |
| 52   | イクラ丼の流儀             | 北海道物産展（店名不明）                                                            | 6    |
| 53   | 幕の内弁当の流儀           | 出来館弁当                                                                          | 6    |
| 54   | おむすびの流儀             | おむすび屋さん                                                                      | 6    |
| 55   | アメリカ風中華料理の流儀   | DRAGON BOX 龍箱                                                                     | 7    |
| 56   | フォーの流儀               | ベトナム料理 ☆OISHI☆PHỎ☆                                                            | 7    |
| 57   | ルーロー飯の流儀           | 台湾料理 双龍園                                                                     | 7    |
| 58   | パエリアの流儀             | スペイン料理 GRAN FUENTE                                                            | 7    |
| 59   | タジン鍋の流儀             | モロッコ料理 Casa blanblan                                                          | 7    |
| 60   | フィッシュ&チップスの流儀  | ビールフェス（店名不明）                                                            | 7    |
| 61   | モンゴル料理の流儀         | モンゴル料理店（店名不明）                                                          | 7    |
| 62   | カリフォルニアロールの流儀 | SUSHI ROLL BAR                                                                      | 7    |
| 63   | ルンダンの流儀             | インドネシア料理 Bali Bali Jan                                                      | 7    |
| 64   | ぬか炊定食の流儀           | 大衆食堂（店名不明）                                                                | 8    |
| 65   | チャンプルー定食の流儀     | 沖縄ハイサイ食堂                                                                    | 8    |
| 66   | 牛タン定食の流儀           | 仙台牛タン専門店（店名不明）                                                        | 8    |
| 67   | しらす丼定食の流儀         | しらす丼店（店名不明）                                                              | 8    |
| 68   | チキン南蛮定食の流儀       | 宮崎ふるさと食堂                                                                    | 8    |
| 69   | へぎそば定食の流儀         | 居酒屋 新潟の味                                                                     | 8    |
| 70   | おばんざい定食の流儀       | 京の馳走 みやこや                                                                   | 8    |
| 71   | カツオのたたき定食の流儀   | 藁焼き カツオたたき亭                                                               | 8    |
| 72   | ひつまぶし定食の流儀       | 鰻・ひつまぶし店（店名不明）                                                        | 8    |
| 73   | ビャンビャン麺の流儀       | ビャンの漢字一文字表記の店名（biang）                                               | 9    |
| 74   | アラビアータの流儀         | 街のスパゲティ屋                                                                    | 9    |
| 75   | わんこそばの流儀           | そば処（店名不明）                                                                  | 9    |
| 76   | 武蔵野うどんの流儀         | 武蔵野うどん店（店名不明）                                                          | 9    |
| 77   | 焼きビーフンの流儀         | キッチンカー（店名不明）                                                            | 9    |
| 78   | 味噌煮込みきしめんの流儀   | きしめん専門店（店名不明）                                                          | 9    |
| 79   | もやしそばの流儀           | 屋台（店名不明）                                                                    | 9    |
| 80   | そうめんの流儀             | 自宅                                                                                | 9    |
| 81   | ソフト麺の流儀             | 給食が食べられるお店                                                                | 9    |
| 82   | シュクメルリの流儀         | レストラン BOOKS                                                                    | 10   |
| 83   | もつ煮の流儀               | やまおく食堂                                                                        | 10   |
| 84   | ビリヤニの流儀             | ビリビリヤーニー                                                                    | 10   |
| 85   | 油麩丼の流儀               | さくふわ製菓                                                                        | 10   |
| 86   | ムサカの流儀               | COFFEE サンフラワー                                                                 | 10   |
| 87   | 瓦そばの流儀               | 九州物産展（店名不明）                                                              | 10   |
| 88   | トンテキの流儀             | おもしろからくり忍者屋敷 食の間                                                     | 10   |
| 89   | シシリアンライスの流儀     | 洋食屋エガオ亭                                                                      | 10   |
| 90   | バインミーの流儀           | キッチンカー（店名不明）                                                            | 10   |
| 91   | ハムカツ定食の流儀         | お食事処（店名不明）                                                                | 11   |
| 92   | 和風きのこスパゲティの流儀 | コンビニ                                                                            | 11   |
| 93   | タコライスの流儀           | 沖なわハイサイDINING                                                                | 11   |
| 94   | レバニラ炒め定食の流儀     | 中華料理 舐舐                                                                       | 11   |
| 95   | もんじゃ焼きの流儀         | もんじゃ DE どうじゃ                                                                | 11   |
| 96   | 熊本ラーメンの流儀         | 全国ご当地B級グルメフェス in お台場（店名不明）                                     | 11   |
| 97   | ラッポッキの流儀           | 韓国料理 アンヨハジョーズ                                                           | 11   |
| 98   | 昭和弁当の流儀             | 駅弁                                                                                | 11   |
| 99   | ホットスナック丼の流儀     | みさえの弁当、コンビニ                                                              | 11   |
| 100  | カラオケメシの流儀         | カラオケBOX グレート                                                                | 12   |
| 101  | 社員食堂の流儀             | 健康食品&機器メーカーの社員食堂                                                     | 12   |
| 102  | ブラジル料理の流儀         | リオ・デ・タベ〜ロ                                                                  | 12   |
| 103  | 手巻き寿司の流儀           | ランチパーティー                                                                    | 12   |
| 104  | ロボット駅そばの流儀       | ロボット駅そば                                                                      | 12   |
| 105  | 学生食堂の流儀             | 大学の学生食堂                                                                      | 12   |
| 106  | サービスエリアの流儀       | アジフライ食堂                                                                      | 12   |
| 107  | コンカフェの流儀           | ポンポンチアカフェ                                                                  | 12   |
| 108  | サウナメシの流儀           | かすかべ スパ&サウナランド                                                          | 12   |
| 109  | デカ盛りラーメンの流儀     | ラーメン五郎                                                                        | 13   |
| 110  | しゃぶしゃぶの流儀         | しゃぶしゃぶの森                                                                    | 13   |
| 111  | 卵かけご飯の流儀           | 自宅                                                                                | 13   |
| 112  | メガ盛り天丼の流儀         | ドライブインジョー                                                                  | 13   |
| 113  | ちゃんこ鍋の流儀           | ちゃんこアクシオン                                                                  | 13   |
| 114  | そばめしの流儀             | お好み焼 こなもん                                                                   | 13   |
| 115  | ギガ盛りカレーの流儀       | 金沢カレー 百万ゴクリ                                                               | 13   |
| 116  | Tボーンステーキの流儀      | 恐竜いっぱいレストラン（デカイヨーさいたま内）                                      | 13   |
| 117  | 天津飯の流儀               | 中華 無頼館                                                                         | 13   |

## コラボレーション
2021年7月5日に本作がエースコックとコラボし、「野原ひろし 昼メシの流儀 クセになるもやしそば」という名称の商品が発売。パッケージにはもやしそばを食べる野原ひろしのイラストが描きおろされた。また、パッケージに書かれたQRコードのリンクを開くことでネット上で第79話「もやしそばの流儀」を読むことが出来た。第79話に沿って、コラボ商品は塩味と味噌味があり、塩味は山椒、味噌味はカレーが隠し味になっていた。

## 書誌情報
- 臼井儀人（キャラクター原作） / 塚原洋一（作画） 『野原ひろし 昼メシの流儀』 双葉社〈アクションコミックス〉、既刊13巻（2025年3月13日現在）
  1. 2016年10月22日発売[双 1][2]、ISBN 978-4-575-84866-3
  2. 2017年5月12日発売[双 2][7]、ISBN 978-4-575-84971-4
  3. 2017年12月12日発売[双 3]、ISBN 978-4-575-85076-5
  4. 2018年7月12日発売[双 4]、ISBN 978-4-575-85186-1
  5. 2019年2月12日発売[双 5]、ISBN 978-4-575-85271-4
  6. 2019年9月12日発売[双 6]、ISBN 978-4-575-85350-6
  7. 2020年8月20日発売[双 7][8]、ISBN 978-4-575-85484-8
  8. 2021年4月12日発売[双 8]、ISBN 978-4-575-85564-7
  9. 2021年12月9日発売[双 9]、ISBN 978-4-575-85667-5
  10. 2022年9月12日発売[双 10]、ISBN 978-4-575-85757-3
  11. 2023年6月12日発売[双 11]、ISBN 978-4-575-85852-5
  12. 2024年5月10日発売[双 12]、ISBN 978-4-575-85965-2
  13. 2025年3月13日発売[双 13]、ISBN 978-4-575-86069-6

## テレビアニメ
2025年10月よりBS朝日にて放送予定。主人公・野原ひろしの声はアニメ版『クレヨンしんちゃん』と同じく、森川智之が担当する。

### スタッフ
- 原作 - 『野原ひろし 昼メシの流儀』（キャラクター原作：臼井儀人・漫画：塚原洋一）[5]
- 監督 - 西山司[5]
- シリーズ構成 - 森ハヤシ[5]
- 脚本 - 森ハヤシ[5]、モラル[5]
- キャラクターデザイン - 山脇光太郎
- 音楽 - 多田彰文[5]
- 制作 - シンエイ動画[5]
- アニメーション制作 - DLE[5]

### 放送局
| 放送期間     | 放送時間     | 放送局 | 対象地域 | 備考                        |
| ------------ | ------------ | ------ | -------- | --------------------------- |
| 2025年10月 - | 金曜 23:00 - | BS朝日 | 日本全域 | BS/BS4K放送 / 『アニメA』枠 |

### 書誌情報
1. ↑  “野原ひろし 昼メシの流儀 1”.   株式会社双葉社. 2021年4月12日閲覧。
2. ↑  “野原ひろし 昼メシの流儀 2”.   株式会社双葉社. 2021年4月12日閲覧。
3. ↑  “野原ひろし 昼メシの流儀 3”.   株式会社双葉社. 2021年4月12日閲覧。
4. ↑  “野原ひろし 昼メシの流儀 4”.   株式会社双葉社. 2021年4月12日閲覧。
5. ↑  “野原ひろし 昼メシの流儀 5”.   株式会社双葉社. 2021年4月12日閲覧。
6. ↑  “野原ひろし 昼メシの流儀 6”.   株式会社双葉社. 2021年4月12日閲覧。
7. ↑  “野原ひろし 昼メシの流儀 7”.   株式会社双葉社. 2021年4月12日閲覧。
8. ↑  “野原ひろし 昼メシの流儀 8”.   株式会社双葉社. 2021年4月12日閲覧。
9. ↑  “野原ひろし 昼メシの流儀 9”.   株式会社双葉社. 2021年12月9日閲覧。
10. ↑  “野原ひろし 昼メシの流儀 10”.   株式会社双葉社. 2022年9月12日閲覧。
11. ↑  “野原ひろし 昼メシの流儀 11”.   株式会社双葉社. 2023年6月12日閲覧。
12. ↑  “野原ひろし 昼メシの流儀 12”.   株式会社双葉社. 2024年5月10日閲覧。
13. ↑  “野原ひろし 昼メシの流儀 13”.   株式会社双葉社. 2025年3月13日閲覧。